# Colanu, Dâmbovița
Colanu este un sat în comuna Ulmi din județul Dâmbovița, Muntenia, România.

## Personalități
- Constantin Andreescu (1910 - 2002), deputat

 Acest articol despre o localitate din județul Dâmbovița este deocamdată un ciot. Puteți ajuta Wikipedia prin completarea lui.